# HOT DOG CAT
HOT DOG CAT（ホットドッグキャット）は女性アイドルグループである。I-GET所属。

## 概要
HOT DOG CATはキラキラパンクをコンセプトとするアイドルグループである。おもちゃ箱がひっくり返ったような賑やかで明るさに満ちたステージと、多彩な衣装が持ち味。1stシングルCD『曖昧me』がオリコンデイリーランキングにて2位を獲得する。

プロレスや格闘技、ヴィジュアル系バンドやアイドル等の衣装製作を手掛けるNAOKIと、ロックバンドACMAやBLLY AND THE SLUTSで活動する石谷光の両名が総合プロデューサーとなり、姉妹グループにはREADY TO KISS、SAY-LA、Qnto syrup(活動休止)、Vui Vui(活動休止)があり、全グループの候補生ユニットとしてBABY TO KISSがある。

また事務所の提携によりタイのアイドルグループSiam☆Dream(活動休止)も姉妹グループとなっていた。

2023年5月13日をもって現体制終了となり所属メンバー全員事務所を退所する。

2025年6月15日新メンバーによる新体制で活動再開する。

## メンバー

### メンバー
| 名前         | よみがな       | 生年月日               | 出身地   | 担当カラー | 備考                            |
| ------------ | -------------- | ---------------------- | -------- | ---------- | ------------------------------- |
| 奥井結菜     | おくいゆな     | 2003年11月1日（21歳）  | 滋賀県   | 青         | 元Vui Vui                       |
| 七部咲       | たなべさき     | 2003年12月24日（21歳） | 神奈川県 | 赤         | 元東京CuteCute研究生            |
| 小羽瀬きらら | おばせきらら   | 2006年7月7日（19歳）   | 埼玉県   | ピンク     |                                 |
| 宮坂舞子     | みやさかまいこ | 2000年4月7日（25歳）   | 埼玉県   | 黄         | 元KAMOがネギをしょってくるッ!!! |
| 橙叶れいな   | とうかれいな   | 2000年1月5日（25歳）   | 千葉県   | オレンジ   | 元KAMOがネギをしょってくるッ!!! |

### 元メンバー

#### 卒業メンバー
- 大原莉奈(2018年3月19日〜2022年2月25日)
- 桐谷ひとみ(2020年9月4日〜2022年9月15日)
- 鈴本りん(2019年4月14日〜2022年10月9日)
- 白河陽奈(2018年3月19日〜2023年5月13日)
- 黒沢あかり(2018年10月21日〜2023年5月13日)
- 東條紬(2020年6月19日〜2023年5月13日)
- 中川心(2022年10月12日〜2023年5月13日)

#### 解雇・脱退等、卒業以外の形で辞めたメンバー
- 蒼井愛(2018年3月19日〜2018年8月10日)
- 成瀬あやね(2018年3月19日〜2018年8月10日)
- 沙藤まなか(SAY-LAへ移籍)(2018年3月19日〜2018年10 月11日)
- 今泉美玲(2018年3月19日〜2018年10 月12日)
- 楪カヲル(2019年11月18日～2020年1月2日)

## グループの主な活動状況

### 2017年
- 10月22日
  - 『SAY- LA & BABY TO KISS 新メンバー発表速報緊急2マン』(池袋RUIDO K3)にて蒼井愛、大原莉奈、森咲のどか、今泉美玲の4名がBABY TO KISSから新グループ(詳細未定)へ昇格が発表される

### 2018年
- 2月24日
  - 『I-GET組閣祭り』(池袋RUIDO K3)にて新グループHOT DOG CAT発表[1]
  - メンバーは先にBABY TO KISSより昇格が発表された蒼井愛、今泉美玲・大原莉奈に加えて、沙藤まなか、白河陽奈、成瀬あやねの6人
    - 森咲のどかはSAY-LA追加オーディションに合格したため新グループには加入せず[2]
- 3月4日
  - オフィシャル情報サイトとオフィシャルTwitter開設[3]
- 3月14日
  - 『白河陽奈誕生日パーティー「白河、21歳になりました。 〜ホワイトづくしのひな祭り〜」』(I-GETカフェ(仮称))にて事実上のグループとして最初の活動
- 3月19日
  - 『レコチョク presents 春の天使かよ！ supported by WIZY』(Zepp Tokyo)にてお披露目
- 4月13日～15日香港遠征
  - 『I-GET祭 in 香港』READY TO KISS、SAY-LAとの合同遠征
    - 13日『香港ディズニーランドで天使と夜のオフツアー！』(香港ディズニーランド・リゾート)
    - 14日『香港の昼の天使かよ！』（MOM Livehouse）
    - 14日『香港の夜の天使かよ！』（MOM Livehouse）
    - 14日『チャイナ服の天使とオフ会かよ！』（MOM Livehouse）
    - 15日『香港の朝の天使かよ！～朝の主役はアリエルプロジェクトとSAY-LAで～』（MOM Livehouse）
- 4月28日～30日名古屋・大阪遠征
  - READY TO KISS、SAY-LAとの合同遠征
    - 28日『HOT DOG CAT名古屋お披露目無料ワンマンライブ』(大須X-HALL)
      - 新曲『オフィーリア～君に会いたくて』お披露目

    - 29日『I-GET祭 in 名古屋』(VERSUS東海ホール)
    - 29日『TRIGGER』(東建ホール・丸の内)出演
    - 30日『I-GET祭 in 大阪』(大阪RUIDO)
- 5月6日
  - 『今泉美玲 & 成瀬あやね 生誕公演』(池袋RUIDO K3)同じ生年月日（1996年5月1日）二人の合同生誕祭
- 6月4日
  - 『関ケ原歌姫合戦2018 予選会』結果20位。関ケ原歌姫合戦2018に1日出場決定
- 6月9日
  - 『Road to TIF2018 決勝Aブロック』1位通過。『この指と〜まれ！season2』(フジテレビ)エンディングテーマ&同番組内にてVTR30秒出演
- 6月16日
  - 『沙藤まなか生誕祭』(TSUTAYA IKEBUKURO AKビル店)
- 6月30日
  - 『キラキラ☆ポジティブ』『青春18キック』各音楽サイトより配信開始[4]
- 7月6日
  - 『サラダ記念日に品川かよ！ supported by JOYSOUND 』(品川Jスクエア)にて蒼井愛グループ脱退を発表
- 7月7日
  - JOYSOUNDにて『キラキラ☆ポジティブ』『青春18キック』カラオケ配信開始
- 7月21 日
  - 『 SEKIGAHARA IDOL WARS 2018 〜関ケ原唄姫合戦〜 』(桃配運動公園)
- 7月31日
  - 成瀬あやね、学業との両立が困難のためグループ脱退を発表[5]
- 8月10日
  - 『I-GET祭』(新宿BLAZE)蒼井愛、成瀬あやねラストライブ
- 8月28日
  - 『I-GET祭ボーナストラック公演』(Club Asia)にて、BABY TO KISSから黒沢あかり昇格が発表される
- 9月13日
  - 『レコチョク presents SAY-LA 渋谷TSUTAYA O-EAST 単独公演 supported by WIZY』(渋谷TSUTAYA O-EAST)にて、沙藤まなかSAY-LAへの移籍発表[6]
- 10月12日
  - 今泉美鈴グループ脱退を発表[7]
- 10月21日
  - 『The Latest Idols -Fxxk The System-』（新宿HOLIDAY）
    - 黒沢あかりお披露目
    - 新衣装お披露目
- 10月27日
  - 『大原莉奈生誕祭』(池袋RUIDO K3)
    - 新曲『純情アイスティー』お披露目
- 11月7日
  - 『HOT DOG CAT定期公演 vol.1』(TwinBoxGARAGE)
- 12月5日
  - 『HOT DOG CAT定期公演 vol.2』(TwinBoxGARAGE)
- 12月23日
  - 『HOT DOG CAT Xmasオフ会 2018』(I-GETカフェ（仮称）)

### 2019年
- 1月14日
  - 『I-GET祭』（池袋RUIDO K3）にて黒沢あかり年齢詐称を告白[8]
  - 1999年9月18日生まれとしていたが、本当は1999年5月12日生まれ。昨年約4カ月間19歳になっていたのを18歳だと偽っていたことを謝罪
- 2月2日
  - Twitterにて4月10日の定期公演のチケットがSOLD OUTすれば、初のワンマンライブ開催が決定する事を発表[9]
- 2月13日
  - 『HOT DOG CAT定期公演 vol.3』(TwinBoxGARAGE)
    - 新曲『曖昧me』お披露目
- 3月1日
  - 黒沢あかり翌日に整形手術受けることを自身のTwitterにて発表[10]
    - 元々SNS等にてこれまでも整形手術を受けていたことを公表していた
- 3月13日
  - 『HOT DOG CAT定期公演 vol.4』(TwinBoxGARAGE)
- 3月26日
  - 『白河陽奈生誕祭』(渋谷RUIDO K2)
- 4月10日
  - 『HOT DOG CAT定期公演 vol.5』(TwinBoxGARAGE)
    - 新曲『凸凹フレンズ』お披露目
    - 7月10日に渋谷REXにて 1stワンマンライブ開催決定
    - BABY TO KISSより鈴本りん昇格が発表
- 4月14日
  - 『IDOL GALAXY at 歌舞伎町 1部』（新宿HOLIDAY）
    - 鈴本りんお披露目
    - 新衣装お披露目
- 5月16日
  - 『黒沢あかり生誕祭』（中野坂上S.U.B TOKYO）
- 6月9日
  - 『HOT DOG CATワンマンライブ前決起集会』BBQオフ会
- 6月7日
  - 『渋谷大作戦』（渋谷WOMB）にて配信限定シングル『オフィーリア ～君に会いたくて～』を6月12日よりリリースすることを発表[11]
- 6月23日
  - 『Yokohama A-rin Collection』(横浜アリーナ内センテニアルホール)
    - ももいろクローバーZ佐々木彩夏ソロコンサート『AYAKA NATION 2019 in Yokohama Arena』のイベントとして開催されたフリーライブ
    - 同コンサートのフィナーレにも出演、横浜アリーナのステージに立つ
- 6月29日
  - 『オフィーリア～君に会いたくて～』『純情アイスティー』の2曲がカラオケJOYSOUNDにて配信
- 7月10日
  - 『HOT DOG CAT 1stワンマンライブ～みんなで一緒にわんわんにゃんにゃん～』(渋谷REX)
    - 新曲『ワンダフルライフ』『イロイロナイロ』お披露目
    - 新衣装お披露目
    - 11月18日に2ndワンマンライブ開催を発表
    - 公式パンフレット発売
    - 無料DVD配布
- 8月10日
  - 公式Instagram開設[12]
- 8月11日～12日滋賀遠征
  - 『ドラゴンクイーンズフェスティバル〜竜王アイドル夏祭り〜2019』(竜王町総合運動公園)
    - 12日　黒沢あかり、鈴本りん撮影会に参加
- 8月31日
  - 『オフィーリア〜君に会いたくて〜』のMusic VideoをYoutubeにて公開[13]
- 9月13日
  - 配信限定シングル『ワンダフルライフ』リリース
- 9月15日～16日宮城遠征
  - 『RAINBOW BEACH POP FESTIVAL 2019』(宮城県七ヶ浜国際村)
- 9月30日
  - HOT DOG CAT主催『わんにゃん戦争vol.1』(渋谷REX)
    - 共演:BABY TO KISS/フリカケ≠ぱにっく/パピプペポは難しい/ゆるっと革命団
- 10月3日～4日
  - 『I-GET 秋祭り』(秋葉原ハンドレットスクエア)
    - I-GET所属の4グループ（READY TO KISS、SAY-LA、HOTDOG CAT、BABY TO KISS）合同のオフ会イベント
- 10月13日
  - 『TOKYO I-GET FESTIVAL 2019』(新宿BLAZE)
    - 12月6日～8日I-GET全グループでの台湾遠征を発表
- 10月28日
  - 『大原莉奈生誕祭』（中野坂上S.U.B TOKYO）
    - BABY TO KISSより楪カヲル昇格を発表。お披露目は11月18日の2ndワンマンライブ
- 11月11日
  - 『鈴本りん生誕祭』（中野坂上S.U.B TOKYO）
- 11月18日
  - 『HOT DOG CAT 2ndワンマンライブ〜わん??にゃん!!だふるらいふ〜』(渋谷TSUTAYA O-nest)
    - 楪カヲルお披露目
    - 新曲『オリンピック・ハイテンション』お披露目
    - 新衣装お披露目
    - 2020年3月3日に3rdワンマンライブ開催を発表
    - CDリリースを発表
- 12月6日〜8日台湾遠征
  - 『TALExTaiwan I-GET Festival』
    - 6日『TALEとI-GETの神隠しin台湾！』（九份・十份ファンツアー）
    - 7日『Taiwan I-GET Festival 一日目』(台灣Jack Studio杰克音樂)
    - 7日『SAY-LA ワンマンライブin台湾』(台灣Jack Studio杰克音樂)ゲスト出演
    - 7日『TALEとI-GETのテイルin台湾(食事オフ会)』
    - 8日『READY TO KISS ワンマンライブin台湾』(台灣Jack Studio杰克音樂)ゲスト出演
    - 8日『Taiwan I-GET Festival 二日目』(台灣Jack Studio杰克音樂)
- 12月10日
  - 『楪カヲル生誕祭』(池袋RUIDO K3)

### 2020年
- 1月1日〜2日
  - 楪カヲル美容整形に関する起業を目指しクラウドファンディングを募る[14]も、事務所の了解なくおこなったため解雇となる。
  - 『HOT DOG CAT楪カヲルを重大なルール違反で解雇処分と致します。楪が事務所に無断でファンから個人的に資金を集めるクラウドファンディングを始めたこと、さらに事務所から別の形で協力する案も提案したのにも関わらず、楪は反省もなく開き直る態度を取り続けたことで、残念ですがこのような判断に至りました。』 [15]
- 1月4日
  - 『I-GET新年会　新春カラオケ大会』(秋葉原ZEST)
- 1月5日
  - HOT DOG CAT オフ会『HDC Camp』(秋葉原コラボステージ)緊急開催
  - 先に解雇された楪カヲル、この日個人オフ会を開催
- 2月9日(日)
  - 『SAY-LAxHOT DOG CAT 2マン公演』(池袋RUIDO K3)
- 2月18日
  - 清川麗奈ソロ公演(池袋 WHITE BASE)オープニングアクトとして急遽出演[16]
- 2月20日
  - 3月10日リリース『曖昧me』カップリング曲のタイトル『炎上キャンプファイヤー』発表
    - 振付は元READY TO KISS上原歩子
    - 3月3日渋谷WWWワンマンにて初披露
- 2月25日
  - YouTubeにて『I-GETチャンネル』開設
    - 『曖昧me』のミュージックビデオ公開
- 3月1日
  - 3月3日開催予定の3rdワンマンライブを無観客公演でおこなうことを発表[17]
- 3月3日
  - 『HOT DOG CAT 3rdワンマンライブ〜わんにゃんオリンピック2020〜』(渋谷WWW)
    - YouTube配信による無観客ライブ
    - 特典会アプリ『チェキチャ！』によるオンライン特典会を実施する[18]
    - 新曲『炎上キャンプファイヤー』お披露目
    - 新衣装お披露目
    - 2020年7月17日に4thワンマンライブ開催を発表
    - HOTDOG CAT候補生募集を発表
- 3月10日
  - 1stシングル『曖昧me』リリース
    - 2020年3月8日付オリコンデイリーシングルランキングにて2位獲得する
- 6月19日
  - 『HOT DOG CAT候補生お披露目！無観客ライブ配信』
    - 東條 紬候補生としてお披露目。以降正規メンバー昇格を目指してライブ等に参加とのこと[19]
- 6月30日
  - 7月17日開催予定のワンマンライブ、新型コロナウィルス感染拡大の状況を鑑みて延期を発表[20]
- 8月4日
  - 延期とされていたワンマンライブ、中止を発表[21]
- 8月29日
  - 『黒沢あかり生誕祭』(渋谷RUIDO K2)
    - コロナ自粛の影響で3カ月遅れでの開催
- 9月1日
  - ライブDVD『2020.3.3 渋谷WWWワンマン『わんにゃんオリンピック』』リリース
    - I-GETオンラインショップ、White Castle限定販売
- 9月4日
  - 『I-GET祭 重大発表SP＠新宿BLAZE』(新宿BLAZE)
    - 開演後いきなりMVが流れた後、予告なしで新候補生を交えて新曲『楕円形メリーゴーラウンド』を新衣装と共にお披露目する。振付は元READY TO KISSの上原歩子
    - 新候補生として桐谷ひとみお披露目
    - 『楕円形メリーゴーラウンド』11月に2ndシングルとして発売
    - コロナの影響で延期、中止となっていた4thワンマンライブのリベンジ公演10月14日渋谷WWWにて開催を発表。タイトルが『進め！進め！進め！』となる
    - タイのSiamdolとI-GETが提携。Siam☆Dreamが姉妹グループとなる[22]
- 9月14日
  - 2ndシングル『楕円形メリーゴーラウンド』リリース日が11月17日に決定
    - CD1枚につき1本ホットドッグが付いてくるとの事[23]
- 9月26日
  - 『HOT DOG CAT 不定期公演@渋谷RUIDO K2』(渋谷RUIDO K2)
    - 大原莉奈12月を目処に卒業を発表。『楕円形メリーゴーラウンド』のリリース関連イベントまでは参加し、12月に卒業ライブを行う予定[24]
    - 大原莉奈生誕祭10月28日青山RizMで開催
- 10月14日
  - 『HOT DOG CAT 4thワンマンライブ〜進め！進め！進め！〜』(渋谷WWW)
    - 東條紬、桐谷ひとみ候補生から正規メンバーに昇格
    - 大原莉奈卒業公演ワンマンライブが『楕円形メリーゴーラウンド』リリースファイナルを兼ねて、12月30日渋谷CLUB QUATTROにて開催
- 10月28日
  - 『大原莉奈生誕祭』(青山RizM)
- 11月10日
  - 『鈴本りん生誕祭』(渋谷RUIDO K2)
- 11月17日
  - 2ndシングル『楕円形メリーゴーラウンド』リリース
    - 2020年11月16日付オリコンデイリーシングルランキングにて3位獲得する
- 12月30日
  - 『楕円形メリーゴーラウンド発売記念FINALワンマン〜潜れ！潜れ！潜れ！海底1210万マイルへ〜』(渋谷CLUB QUATTRO)
    - 公演冒頭のMCにて大原莉奈卒業を撤回[25]

### 2021年
- 1月10日
  - 1月8日に発覚したREADY TO KISS弓川いち華新型コロナウィルス感染を受けて、事務所所属全グループのライブ等イベント参加を1月22日まで自粛する事を発表[26]

- 1月17日
  - 保健所からの指導を終え19日White Castleの営業、 23日からライブ活動の再開[27]
- 1月30日
  - 『劇団HOT DOG CAT不定期公演』(青山RizM)
    - ライブの合間に寸劇を交えた企画に挑戦
- 2月11日
  - 公式TikTok開始
- 2月20日
  - 『HOT DOG CAT不定期公演』(青山RizM)
    - 60分連続全曲灼熱ライブに挑戦
- 3月13日
  - 『白河陽奈生誕祭』(SHIBUYA REX)

- 3月15日〜20日
  - 3周年特別企画としてメンバー強化合宿実施
- 3月20日
  - 『HOT DOG CAT 3周年記念公演』(青山RizM)
    - 新曲『THIS IS 合宿』お披露目
    - 全国ツアー開催決定
- 3月24日 
  - HOT DOG CAT不定期公演『合宿であった裏話、全部言っちゃうライブ』(渋谷RUIDO  K2)
- 4月5日
  - 東條紬が新型コロナウィルス感染検査で陽性が確認[28]
    - その後、大原莉奈、鈴本りん、白河陽奈が新型コロナウィルス感染検査で陽性が確認されたため4月18日まで活動休止となる
- 5月9日
  - 『桐谷ひとみ生誕祭』(青山RizM)
- 5月12日
  - 『黒沢あかり生誕祭』(青山RizM)
- 5月13日
  - I-GET特典会のレギュレーションを変更[29]
- 5月30日
  - 『飛んでしまった制服公演〜私達だって着たいんです〜』(青山RizM)
  - 『合宿イベント THE FINAL』(青山RizM)
- 6月5日
  - 近代麻雀水着祭2021』(川越水城公園）
    - 黒沢あかり、鈴本りん、桐谷ひとみ撮影会参加
- 6月13日
  - 『Fresh!主催 スペシャルプール大撮影会』(稲毛海浜公園プール)
    - 黒沢あかり、鈴本りん、桐谷ひとみ撮影会参加

  - 『BAD BODIES WHITE BASE 公演』(池袋White base)
    - 出演：BAD BODIES(白河陽奈、大原莉奈、東條紬)
- 6月20日
  - 『HOT DOG CAT不定期公演』(渋谷GUILTY)
    - 『HOT DOG CAT夏の全国応援キャラバンツアー!!』開催発表
    - 『オリンピック・ハイテンション』MVお披露目
    - 新衣装お披露目

- 6月26日
- 『東京裏側×HOT DOG CATコラボイベント』(TwinBox AKIHABARA)(セフィロティック*・ツリー）
- 6月27日
  - 『東條紬生誕祭』(青山RizM)
- 7月1日
  - Spotify、Apple Musicにてプレイリスト公開[30]
    - ライブの鉄板曲を集めた「はじめてのHOT DOG CAT」

- 7月2日
  - 『HOT DOG CAT夏の!!全力応援キャラバンツアー!!』特設HP開設[31]
- 7月7日
  - 『Cream 8月号(創刊29周年記念号)』桐谷ひとみグラビア掲載
- 7月18日
  - 『HOT DOG CAT不定期公演』(青山RizM)2公演
    - 第1部『帰ってきた！劇団HOT DOG CAT』
    - 第2部『MV衣装オリンピックライブ』
- 7月24日愛知遠征
  - 『来年まで待てない！SEKIGAHARA IDOL WARS 2021〜関ケ原唄姫合戦〜in尾張』(Aichi Sky Expo)
- 8月7日
  - 『HOT DOG CAT不定期公演』(渋谷GUILTY)2公演
    - 第1部『セットリスト公開公演』
      - 新曲『遠距離ハンバーグ』お披露目

    - 第2部『全国ツアー壮行会』
      - 10月19日のツアーファイナル東京公演のタイトル発表『HOT DOG CAT 夏の!!全力応援キャラバンツアー!!TOKYO FINAL「全身全霊GIG」〜夢と希望をエールに込めて〜』

### 2022年
- 10月2日、ミスジェニック2022に黒沢あかりがエントリー[32]。

### 2023年
- 5月13日
  - HOT DOG CATワンマンライブ『現体制LAST GIG』(新宿ReNY)
    - 現体制終了。メンバー (白河陽奈、黒沢あかり、東條紬、中川心)は活動終了。

### 2025年
- 6月15日
  - 『I-GET Special Gig READY TO KISS×SAY-LA  2マン』(渋谷DAIA)
    - オープニングアクトで新体制お披露目。

## 楽曲
- キラキラ☆ポジティブ

　作詞:作曲: 石谷光
- 青春18キック

　作詞:作曲: 石谷光
- イツモノヨウニ

　作詞:作曲: HIKARI
- オフィーリア 〜君に会いたくて〜

　作詞:作曲: 石谷光
- 純情アイスティー

　作詞:作曲: 石谷光
- 曖昧me

　作詞:作曲: 石谷光
- 凸凹フレンズ

　作詞:作曲: 石谷光
- ワンダフルライフ

　作詞:作曲: 石谷光
- イロイロナイロ

　作詞:作曲: 石谷光
- BELIEVE IN YOUR DREAM(ユニット曲)

　作詞:作曲: HIKARI
- DA・DI・DA～魔法の扉開く三つの呪文～(ユニット曲)

　作詞:作曲: SAMMY、HIKARI
- オリンピック・ハイテンション

　作詞:作曲: 石谷光
- 炎上キャンプファイヤー

　作詞:作曲: 石谷光
- 楕円形メリーゴーラウンド

　作詞:作曲: 石谷光
- THIS IS 合宿

　作詞:作曲: 石谷光
- 遠距離ハンバーグ

　作詞:作曲: 石谷光

## 作品

### 配信限定シングル『オフィーリア ～君に会いたくて～』
2019年6月12日配信　配信元：iTunes Store、Apple Music、LINE MUSIC他
1. オフィーリア ～君に会いたくて～
2. 純情アイスティー
3. 凸凹フレンズ
4. オフィーリア ～君に会いたくて～ (off vocal version)
5. 純情アイスティー (off vocal version)
6. 凸凹フレンズ (off vocal version)
7. 凸凹フレンズ（白河セリフversion）
8. 凸凹フレンズ（大原セリフversion）
9. 凸凹フレンズ（鈴本セリフversion）

### 配信限定シングル『ワンダフルライフ』
2019年9月13日配信　配信元：iTunes Store、Apple Music、LINE MUSIC他
1. ワンダフルライフ
2. イロイロナイロ
3. ワンダフルライフ (off vocal version)
4. イロイロナイロ (off vocal version)

### 1stシングル『曖昧me』
2020年3月10日発売　発売元：I-GET MUSIC
- A-type IGET-012
- B-type IGET-013

1. 曖昧me
2. オリンピック・ハイテンション
3. 炎上キャンプファイヤー
4. キラキラ☆ポジティブ (2020 version)

### 1stDVD『2020.3.3 渋谷WWWワンマン『わんにゃんオリンピック』』
2020年9月1日発売　発売元：I-GET MUSIC
- ライブDVD全14曲収録　IGETV-6

### 2ndシングル『楕円形メリーゴーラウンド』
2020年11月17日発売　発売元：I-GET MUSIC
- A-type初回限定盤(ホットドッグ券付) IGET-016
- B-type IGET-017

1. 楕円形メリーゴーラウンド
2. イツモノヨウニ
3. 青春18キック (2020 version)
4. DA・DI・DA ～魔法の扉開く3つの呪文～(白河陽奈、黒沢あかり、東條紬)
5. BELIEVE IN YOUR DREAM(大原莉奈、鈴本りん、桐谷ひとみ)